# Marcel Maltritz
Marcel Maltritz (ur. 2 października 1978 w Magdeburgu) – niemiecki piłkarz występujący na pozycji obrońcy lub pomocnika.

## Kariera
Maltritz karierę rozpoczynał w TuS Magdeburg-Neustadt. W wieku 8 lat przeszedł do 1. FC Magdeburg, w którego barwach grał początkowo jako junior, a później także jako senior. W 1998 roku trafił do pierwszoligowego VfL Wolfsburg. Ligowy debiut w barwach tego zespołu zanotował 27 lutego 1999 roku w bezbramkowo zremisowanym pojedynku z SC Freiburg. W debiutanckim sezonie 1998/1999 uplasował się z zespołem na szóstej pozycji w lidze i wywalczył kwalifikację do Pucharu UEFA. Zakończyli go jednak na trzeciej rundzie, po porażce w dwumeczu z Atlético Madryt. Łącznie w Wolfsburgu spędził trzy lata. W tym czasie zagrał tam 49 razy.
W 2001 roku przeniósł się do innego klubu ekstraklasy - Hamburgera SV. Pierwszy występ w lidze zaliczył tam 4 sierpnia 2001 w wygranym przez jego zespół 2-0 spotkaniu z VfB Stuttgart. 16 listopada 2002 strzelił pierwszego gola w pierwszoligowej karierze. Było to w pojedynku z 1. FC Nürnberg, zakończonym wynikiem 3-1 na korzyść drużyny Maltritza. W 2003 roku został z klubem triumfatorem Pucharu Ligi Niemieckiej. W tym samym roku zajął z Hamburgiem czwarte miejsce w Bundeslidze i wywalczył awans do Pucharu UEFA. Z tych rozgrywek odpadli jednak po pierwszej rundzie, przegrywając dwumecz z Dniprem Dniepropietrowsk. W barwach Hamburga rozegrał łącznie 63 spotkania i zdobył 2 bramki.
W 2004 roku przeszedł do VfL Bochum. W barwach tego zespołu zadebiutował 22 lipca 2004 w przegranym 0-3 meczu Pucharu Ligi Niemieckiej z VfB Stuttgart. Na koniec debiutanckiego sezonu 2004/2005 uplasował się z VfL Bochum na szesnastej pozycji w lidze i został zdegradowany z nim na zaplecze ekstraklasy. Jednak rok później powrócili do najwyższej klasy rozgrywkowej. W sezonie 2009/2010 jego zespół spadł z Bundesligi do 2. ligi po trzech latach pobytu w elicie. Tuż przed ostatnim meczem sezonu 2013/14 Marcel ogłosił zakończenie piłkarskiej kariery.